# Demidow-Preis
Der Demidow-Preis (russisch Демидовская премия) ist ein von 1832 bis 1865 und ab 1993 von der Russischen Akademie der Wissenschaften jährlich an ihre Mitglieder verliehener Preis für besondere wissenschaftliche Leistungen. Er gilt als einer der angesehensten Wissenschaftspreise Russlands. Er ist nach dem Stifter Pawel Nikolajewitsch Demidow benannt. Der Preis wurde zunächst nur bis 1865 verliehen (entsprechend den Bestimmungen in Demidows Testament) und 1993 auf Initiative von Gennadi Mesjaz (Vizepräsident der Russischen Akademie der Wissenschaften) und des Gouverneurs der Oblast Swerdlowsk, Eduard Rossel, neu gestiftet.
Der Preis war ursprünglich mit 5000 Rubel dotiert (für den vollen Preis) und ist seit 1993 mit 10.000 Dollar dotiert. Er wird in Jekaterinburg (Hauptstadt der Oblast Swerdlowsk) verliehen, und die Preisträger halten eine Vorlesung an der dortigen Staatlichen Universität des Urals.

## Preisträger

### Preisträger bis 1865

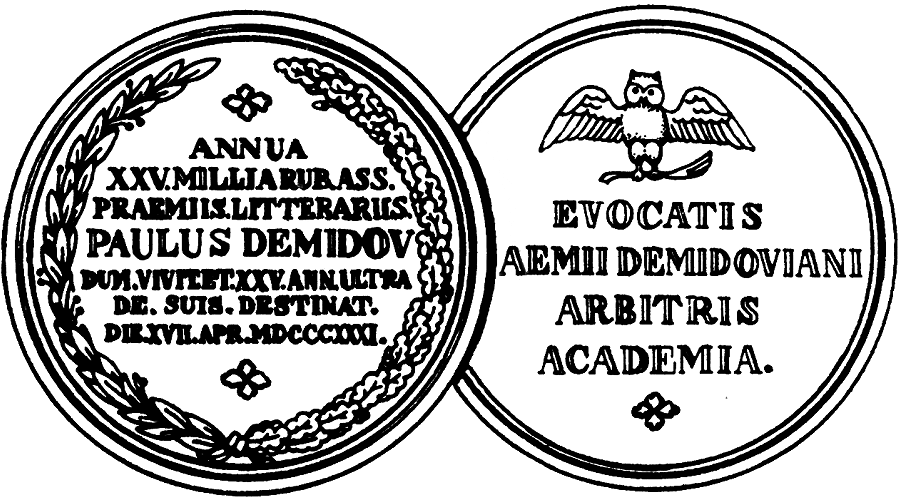
Demidoviani

- 1832: Magnus Georg Paucker, Physik, Julius von Hagemeister, Ökonomie
- 1833: Alexander Wostokow, Philologe, Karl Philipp Reiff, Philologe, Dmitri Iwanowitsch Sokolow, Geografie
- 1835: Fjodor Iwanowitsch Sidonski, Philosophie, Hyacinth Bitschurin (Nikita Jakowlewitsch Bitschurin), Philologe (Sinologie), Pjotr Iwanowitsch Sokolow, Philologe
- 1836: Friedrich Benjamin von Lütke, Geographie, Nikolai Dmitrijewitsch Braschman, Mathematik, Alexander Iwanowitsch Michailowski-Danilewski, Historiker
- 1837: Adam Johann von Krusenstern, Geographie, Friedrich Wilhelm August Argelander, Astronomie, Nikolai Iwanowitsch Uschakow, Historiker, Nikolai Gerassimowitsch Ustrjalow, Historiker
- 1838: Stanislas de Chaudoir, Historiker
- 1839: Hyacinth Bitschurin, Philologe, Alexander Kassimowitsch Kasembek, Orientalist, Nikola Wassiljewitsch Medem, Militärwissenschaften
- 1840: Michail Petrowitsch Pogodin, Philologe, Dawid Tschubinaschwili, Philologe, Moritz Hermann von Jacobi, Physik
- 1841: Alexander Filippowitsch Postels, Biologie, Alexandra Ossipowna Ischimowa, Schriftstellerin, Franz Joseph Ruprecht, Biologie, Innokenti Weniaminow, Theologie
- 1842: Ferdinand von Wrangel, Geographie
- 1844: Alexander Wostokow, Philologie, Gerassim Petrowitsch Pawski, Philologie, Nikolai Iwanowitsch Pirogow, Medizin
- 1845: Friedrich von Adelung, Geographie, Chajim Selig Slonimski, Mathematik[1]
- 1846: Alexei Nikolajewitsch Sawitsch, Astronomie, Ossip Michailowitsch Kowalewski, Philologie, Karl Ernst Claus, Chemie
- 1847: Alexander Graf Keyserling, Geographie, Paul Theodor von Krusenstern, Geographie, Anatole Demidoff di San Donato, Geographie, Dmitri Andrejewitsch Tolstoi, Historiker, Dawid Tschubinaschwili, Philologie.
- 1848: Johan Jakob Nervander, Meteorologe
- 1849: Pafnuti Lwowitsch Tschebyschow, Mathematik
- 1850: Fjodor Iwanowitsch Goremykin, Militärwissenschaften
- 1851: Nikolai Pirogow, Medizin, Michael Reineke, Geographie
- 1852: Konstantin Alexejewitsch Newolin, Historiker, Ludwig Franz Xaver Baron Seddeler, Militärwissenschaften
- 1853: Dmitri Alexejewitsch Miljutin, Historiker
- 1854: Makarius I. (Metropolit von Moskau, Michail Petrowitsch Bulgakow), Konstantin Newolin, Historiker, Eduard Ahrens, Sprachforscher
- vor 1855: Karl Friedrich Wilhelm Rußwurm, Ethnologe und Historiker[2]
- 1855: Dmitri Iwanowitsch Schurawski, Bauingenieur
- 1856: Pawel Iwanowitsch Nebolsin, Geograph
- 1857: Nikolai Stepanowitsch Turtschaninow, Biologe, Christian Heinrich Pander, Zoologe und Paläontologe
- 1858: Iossif Antonowitsch Goschkewitsch, Philologe
- 1859: Karl Johann Maximowicz, Biologe
- 1860: Nikolai Pirogow, Medizin, Fjodor Michailowitsch Dmitrijew, Jurist, Fürst Alexander von Sibirien, Historiker, Apollon Fjodorowitsch Mevius, Metallurg (Halber Demidow-Preis)
- 1861: Pjotr Petrowitsch Pekarski, Philologie, Modest Iwanowitsch Bogdanowitsch, Historiker
- 1862: Modest von Korff, Historiker, Dmitri Mendelejew, Chemie
- 1863: Grigori Iwanowitsch Butakow, Ozeanograph, Michail Gersewanow, Wasserbauingenieur
- 1865: Fjodor Iwanowitsch Smit, Historiker, Ludwig Schwarz, Geodät

### Preisträger ab 1993
- 1993: Sergei Wonsowski, Physik, Nikolai Kotschetkow, Chemie, Boris Tschesnokow, Geologie, Walentin Janin, Historiker, Anatoli Karpow, Ökonomie
- 1994: Boris Rauschenbach, Mechanik, Alexander Bajew, Biologie, Pjotr Kropotkin, Geologie, Nikita Tolstoi, Philologie
- 1995: Andrei Gaponow-Grecho, Physik, Genrich Tolstikow, Chemie, Wladimir Magnizki, Geophysik, Nikolai Pokrowski, Geschichte
- 1996: Nikolai Krassowski, Mathematik und Mechanik, Wladimir Sokolow, Biologie, Georgi Golizyn, Geowissenschaften, Jewgeni Tschelyschew, Philologie
- 1997: Alexander Skrinski, Physik, Nikolai Watolin, Chemie, Nikolai Lawjorow, Geowissenschaften, Andrei Salisnjak, Linguistik
- 1998: Oleg Gasenko, Biologie, Andrei Gontschar, Mathematik, Walentin Sedow, Archäologie, Nikolai Juschkin, Geowissenschaften
- 1999: Schores Alfjorow, Physik, Nikolai Dobrezow, Geowissenschaften, Wladimir Tartakowski, Chemie
- 2000: Wiktor Maslow, Physik und Mathematik, Nikolai Semichatow, Mechanik, Rem Petrow, Biologie, Tatjana Saslawskaja, Ökonomie und Soziologie
- 2001: Alexander Prochorow, Physik, Wiktor Kabanow, Chemie, Igor Gramberg, Geowissenschaften
- 2002: Ludwig Faddejew, Physik, Wiktor Saweljew, Medizin, Wladimir Kudrjawzew, Jura, Gennadi Mesjaz, Physik
- 2003: Boris Litwinow, Physik, Irina Belezkaja, Chemie, Oleg Bogatikow, Geowissenschaften
- 2004: Guri Martschuk, Mathematik, Wladimir Bolschakow, Biologie, Anatoli Derewjanko, Geschichte und Archäologie
- 2005: Oleg Krochin, Physik, Nikolai Ljakischew, physikalische Chemie, Alexei Kontorowitsch, Geowissenschaften
- 2006: Timur Enejew, Mechanik und Mathematik, Wenjamin Alexejew, Historiker, Wladimir Kulakow, Medizin
- 2007: Boris Kowaltschuk, Physik, Oleg Tschupachin, Chemie, Michail Kusmin, Geowissenschaften
- 2008: Jewgeni Frolowitsch Mischtschenko, Mathematik, Anatoli Iwanowitsch Grigorjew, Medizin, Waleri Makarow, Ökonomie
- 2009: Juri Kagan, Physik, Dmitri Wassiljewitsch Rundquist, Geowissenschaften, Juri Tretjakow, Chemie, Alexei Olownikow, Biologie
- 2010: Juri Ossipow, Mathematik, Gennadi Sakowitsch,  Materialwissenschaften, Sergei Alexejew, Jurist
- 2011: Alexander Andrejew, Physik, Juri Nikolajewitsch Schurawljow, Biologie, Wladimir Kotljakow, Geographie
- 2012: Jewgeni Primakow, Wirtschaftswissenschaftler und ehemaliger Ministerpräsident, Ilja Moissejew, Chemie, Jewgeni Awrorin, Atomphysik
- 2013: Juri Jerschow, Mathematik, Alexander Sergejewitsch Spirin, Molekularbiologie, Clement Trubezkoi, Bergbau
- 2014: Nikolai Kardaschow, Astrophysik, Oleg Matwejewitsch Nefedow, Chemie, Bagrat Sanduhadse, Agrarwissenschaft
- 2015: Rostislaw Sergejewitsch Karpow, Herzchirurgie, Wiktor Alexejewitsch Korotejew, Paläovulkanologie, Michail Jakowlewitsch Marow, Astronomie
- 2016: Juri Alexandrowitsch Solotow, Chemie, Wjatscheslaw Iwanowitsch Molodin, Archäologie, Waleri Anatoljewitsch Rubakow, Physik
- 2017: Wladimir Jewgenjewitsch Fortow, Physik, Wladimir Petrowitsch Skulatschow, Bioenergie, Gennadi Alexejewitsch Romanenko, Agrarwissenschaften
- 2018: Waleri Wassiljewitsch Koslow, Mathematik, Waleri Tischkow, Geschichte und Ethnografie, Wladimir Issaakowitsch Minkin, Chemie
- 2019: Juri Zolakowitsch Oganesjan, Chemie, Wjatscheslaw Wladimirowitsch Roschnow, Biologie, Alexander Alexandrowitsch Tschibiljew, Ökologie, Eduard Ergartowitsch Rossel, Politik
- 2020: Wiktor Antonowitsch Sadownitschi, Mathematik, Leopold Igorowitsch Leontief, Metallurgie, Anatoli Wassiljewitsch Torkunow, Sozialwissenschaften, Dimitri Alexandrowitsch Pumpjanski, Neue Technologien
- 2021: Radi Iwanowitsch Ilkajew, Physik, Juri Nikolajewitsch Molin, Chemie, Anatoli Leonidowitsch Butschatschenko, Chemie, Michail Borissowitsch Piotrowski, Geschichte
- 2022: Wladimir Grigorjewitsch Degtjar, Maschinenbau, Michail Petrowitsch Kirpitschnikow, Bioingenieurwesen, Alexander Nikolajewitsch Konowalow, Medizin, Alexei Jurjewitsch Rosanow, Biologie
- 2023: Boris Nikolajewitsch Tschetweruschkin, angewandte Mathematik, Waleri Nikolajewitsch Tscharuschin, Chemie, Nikolai Andrejewitsch Makarow, Geschichte[3]
- 2024: Michail Wissarionowitsch Sadowski, Supraleitungen, Witali Wjatscheslawowitsch Naumkin, Materialwissenschaften, Michail Arkadjewitsch Ostrowski, molekulare Physiologie, Wladimir Moissejewitsch Pudalow, Orientalistik[4]